# Église Saint-Georges de Drohobytch
L'église Saint-Georges de Drohobytch est classée comme monument national ukrainien et au Patrimoine mondial de l'UNESCO. Elle est située à Drohobytch en Ukraine.
Elle a été construite dans la seconde moitié du XVIIIe siècle. Considérée comme un sommet de la construction de dômes en bois, l'église a été bâtie pour une communauté ruthène. Elle est actuellement utilisée comme musée.

## Voir aussi

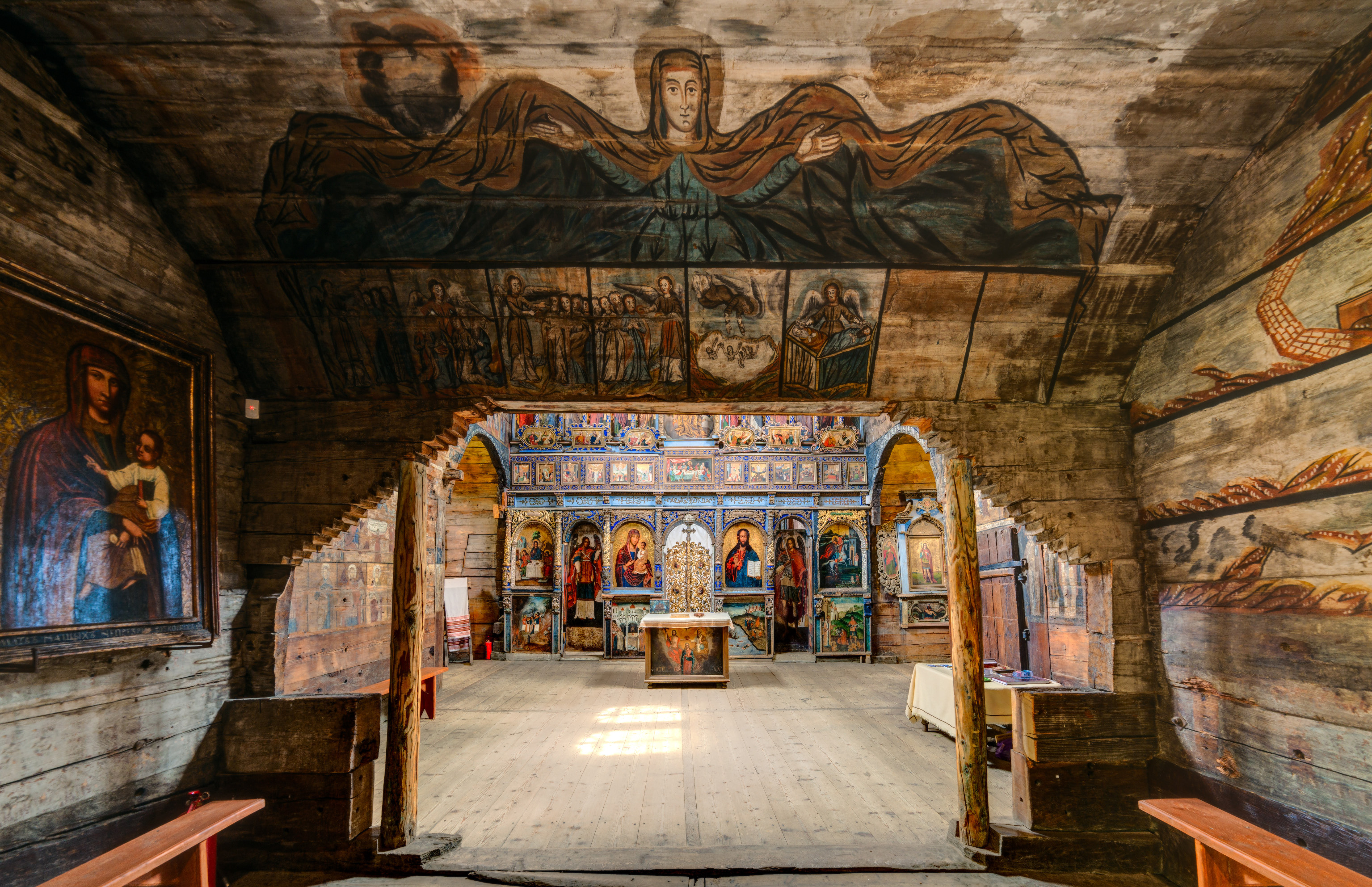
Intérieur
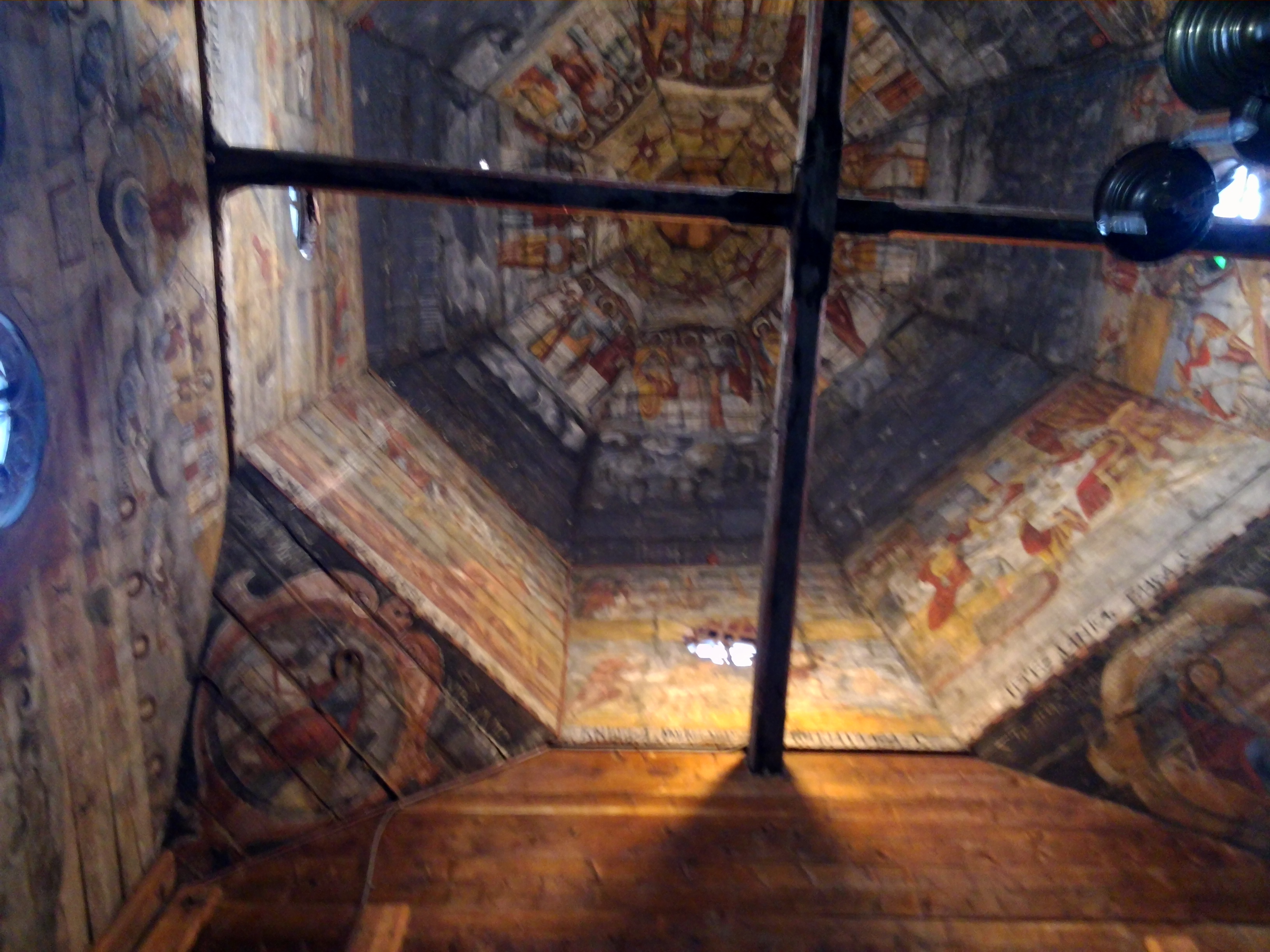
clocher
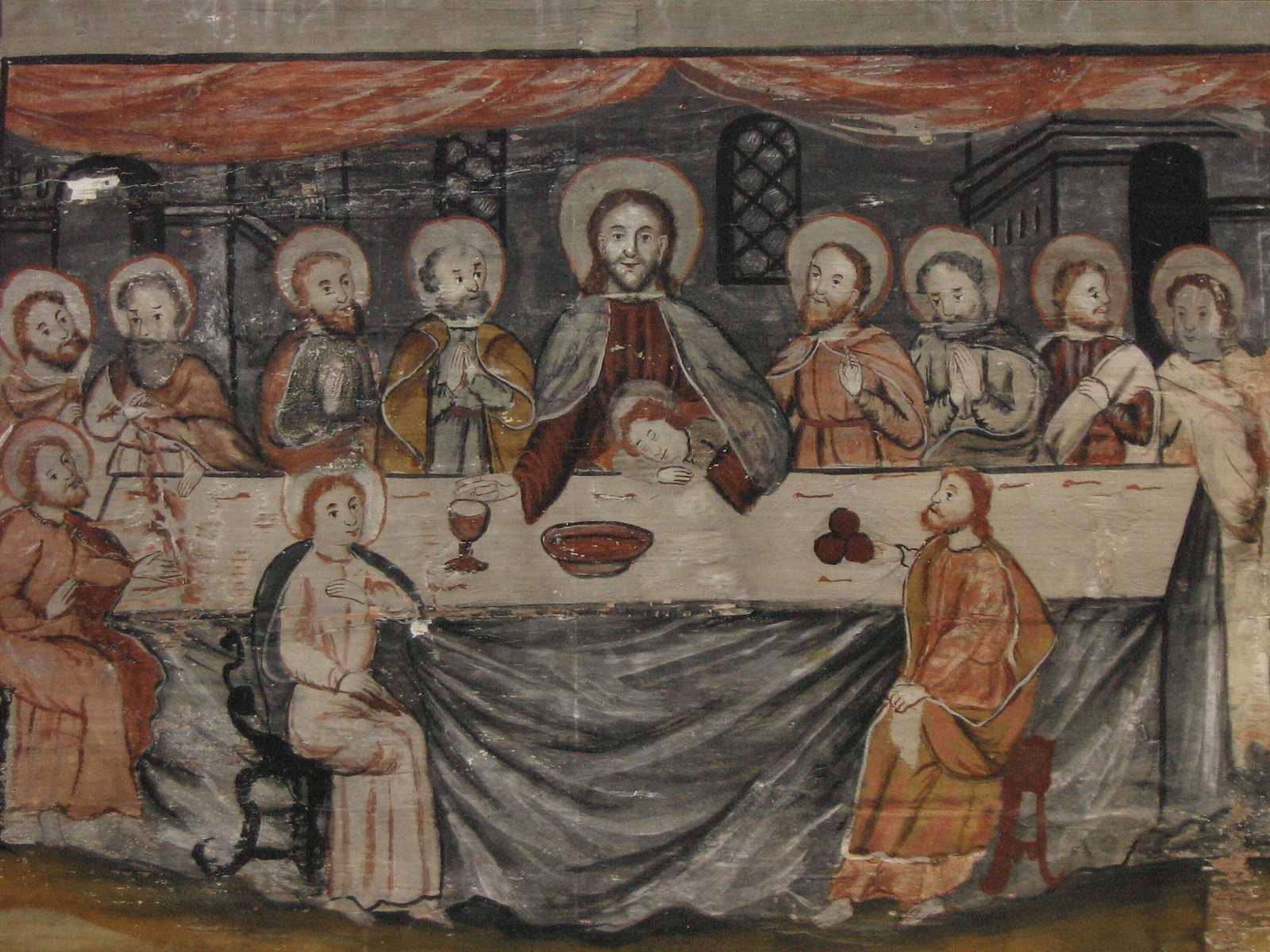